# Enicospilus cepillo
Enicospilus cepillo là một loài tò vò trong họ Ichneumonidae.